# ファイナンシャル・プランニング技能士センター
ファイナンシャル・プランニング技能士センター（ファイナンシャル・プランニングぎのうしセンター・以降、FP技能士センターと記す）は、ファイナンシャル・プランニングの職業に従事するものとしての高い倫理観と技能の維持が求められる実務家としてのファイナンシャル・プランニング技能士に対して、継続的な最新実務情報と学習の機会を提供することを目的に、一般社団法人金融財政事情研究会が創設した機関で下記のような事業を行っている。
代表委員：貝塚啓明(中央大学教授)・鵜飼克（全国銀行協会副会長）

## 継続学習制度
ファイナンシャル・プランニング技能士には資格更新制度がない。
しかしながら日々刻々と変化する経済環境・関連諸法令についてファイナンシャル･プランニング技能士に対する情報や継続的な学習機会の提供を図るため、FP技能士センターにおいて継続学習制度を実施している。継続学習制度とは、FP技能士センターに認定会員として登録されたファイナンシャル・プランニング技能士に対して、継続学習と登録更新を義務づける制度である。
FP技能士センターが定める会員規程に基づき、認定登録後2年以内に3級は10ポイント以上、2級は15ポイント以上、1級は20ポイント以上取得しなければ、認定更新できない。ここでの課目は、ファイナンシャル・プランニング技能検定試験の試験課目(ライフプランニングと資金計画、リスク管理、金融資産運用、タックスプランニング、不動産、相続・事業承継)6分野である。
ポイントは会員規程に基づき設定されるため、受講した継続学習の内容により異なる。ちなみに、ポイントは、KINZAI Financial Plan誌(認定会員に毎月無料送付される)上での継続テスト・FPドリルの受験・合格、FP技能士センター所定の通信講座セミナーを受講・修了、資格・検定試験に合格することで取得できる。
規定ポイント数を満たして超過しても、次の2年間の更新期間に超過ポイント分を繰り越すことはできない。下級資格保持者が上級資格保持者になった場合、下級資格での更新ポイントを満たしたとみなし、認定期間は認定登録時から通算する(下級資格取得前に取得したポイントは引き継げず、上級資格取得により取得したポイントからスタートとなる)。

## 倫理規定
FP技能士センターでは、ファイナンシャル・プランナーとしての職責を明らかにすることによって、その社会的責任を自覚し、良識ある行動を確保するよう、倫理規定を定めており、FP技能士センター会員は、この規程を遵守しなければならない。

## 日本ファイナンシャル・プランナーズ協会との関係
日本ファイナンシャル・プランナーズ協会(JAFP)のAFP・CFP資格認定基準における、いわゆる「4E」のうちExamination(試験)部分を除く部分を、JAFP非会員に対してはFP技能士センターが担っているという相互補完の関係にある。
なお、FP技能士センターの継続学習ポイントとJAFPの継続教育単位との互換はない。
（一つの講座が両団体のポイント・単位の取得対象講座となることはある。）

## KINZAI Financial Plan
KINZAI Financial Plan（キンザイファイナンシャルプラン）は、FP技能士センターの月刊機関誌であるが、一般書店で購入することも可能である。
誌面には、FP技能士センターからの伝達事項、告知事項のほか、国内外の金融事情、FP業界の最新情報、実例に即した解説、倫理や諸法令の情報が掲載されている。毎月FPドリルが隔月で継続テストが(いずれも継続学習制度の対象になる)掲載されている。

## FPフォーラム
FPフォーラムは、FP技能士センターが主催で年4回全国4ヶ所で開催する、FP知識を学ぶ講演会などが開かれるイベントである。毎年、東京・大阪・名古屋・福岡で開催されている。